# Oliver Twist (film din 1948)
Oliver Twist (titlul original: în engleză Oliver Twist) este un film dramatic englez, realizat în 1948 de regizorul David Lean, 
după romanul omonim al scriitorului Charles Dickens publicat în 1837, protagoniști fiind actorii John Howard Davies, Alec Guinness, Robert Newton și Kay Walsh. 

## Conținut
În timpul unei nopți furtunoase, o tânără se refugiază într-un azil. Acolo a născut un băiețel dar a murit la scurt timp după aceea. Copilul este botezat Oliver Twist. A crescut într-un orfelinat cu disciplină drastică. La vârsta de 9 ani, a fost trimis ca ucenic la un producător de sicrie. Maltratat de șef, domnul Sowerberry și foarte nefericit, Oliver fuge la Londra. Rătăcit și singur, el se va alătura unui grup de copii...

## Distribuție
- John Howard Davies – Oliver Twist
- Alec Guinness – Fagin
- Robert Newton – Bill Sikes
- Kay Walsh – Nancy
- Henry Stephenson – Mr. Brownlow
- Francis L. Sullivan – Mr. Bumble
- Mary Clare – Mrs. Corney
- Anthony Newley – Artful Dodger
- John Potter – Charley Bates
- Ralph Truman – Monks
- Michael Dear – Noah Claypole
- Diana Dors – Charlotte
- Amy Veness – Mrs. Bedwin
- Frederick Lloyd – Mr. Grimwig
- Josephine Stuart – mama lui Oliver
- Deidre Doyle – doamna Thingummy, bătrâna de la casa de corecție
- Gibb McLaughlin – domnul Sowerberry
- Kathleen Harrison – doamna Sowerberry
- Henry Edwards – oficialul de la poliție
- Hattie Jacques – cântăreața de la taverna „Three Cripples”

## Premii și nominalizări
Premii
- 1948 Festivalul de Film de la Veneția – Cele mai bune decoruri pentru John Bryan

Nominalizări
- 1949 Premiile BAFTA – Cel mai bun film britanic

Sursa: Internet Movie Database

## Literatură
- Dickens, Charles, Aventurile lui Oliver Twist, tradus de Teodora Sadoveanu; Profira Sadoveanu, Editura Tineretului=București, 1957, p. 472
- Dickens, Charles, Oliver Twist, tradus de Monica Manolachi, București, 2018: Editura Universală, Colecția Clasicii literaturii universale, p. 540